# باقرخان تنگستانی
باقر خان تنگستانی از خاندان تنگستانی که رهبر مبارزات تنگستانی‌ها با نیروهای انگلیس پیش از جنگ جهانی اول بود.

## اوایل زندگی
باقر خان تنگستانی بین سال‌های ۱۲۰۳ تا ۱۲۰۷ق (۱۷۸۸ تا ۱۷۹۲م) در لیلک تنگستان زاده شد. پس از مرگ پدرش احمدشاه خان تنگستانی که در به قدرت رساندن کریم خان زند، نقش داشت جانشین پدر و حکمران تنگستان شد.

## اشغال بوشهر
بدنبال مناقشه انگلیس بر سر هرات با ایران، دولت انگلیس یکبار به سال ۱۲۵۴ ق (۱۸۳۸ م) برای در تنگنا قرار دادن دولت محمدشاه قاجار بوشهر و خارگ را اشغال کرد باقر خان با همراهی شیخ حسن آل عصفور و مردم در مقابل انگلیسی‌ها مقاومت کردند.
بار دیگر به سال ۱۲۷۳ ق (۱۸۵۶ م) انگلیسی‌ها برای خروج ایران از هرات در دوره ناصرالدین شاه جنوب ایران را متصرف شد. که در این رویارویی نیز باقر خان خط مقاومت تنگستانی‌ها را رهبری کرد.
پس از اولین دوره مقاومت باقر خان از سوی دولت مرکزی به وی درجه «سرهنگی» اعطاء شد. در رویارویی دوم، پسرش احمد خان تنگستانی در نبرد قلعه ریشهر به قتل رسید. باقر خان تنگستانی دو سال پس از نبرد دوم، بدست حکمران فارس زندانی شد.

## درگذشت
باقر خان بین سال‌های ۱۲۸۱ تا ۱۲۸۶ق درگذشت و جسد وی به نجف منتقل شد و در ایوان شهدای جنگ تنگستان، در جوار قبر فرزندش احمدخان، به خاک سپرده شد.